# Mesembriomys
Mesembriomys és un gènere de rosegadors de la família dels múrids. Les dues espècies d'aquest grup són oriündes d'Austràlia. Tenen una llargada de cap a gropa de 24–35 cm, la cua de 27-39 cm i un pes de 430–870 g. El seu hàbitat natural són les sabanes amb cobertura boscosa. El nom genèric Mesembriomys significa ‘ratolí meridional’ en llatí.